# Publius Aelius Paetus (Konsul 337 v. Chr.)
Publius Aelius Paetus war ein römischer Politiker im 4. Jahrhundert v. Chr. Er entstammte der plebejischen Familie der Aelier. Gemeinsam mit Gaius Sulpicius Longus war er im Jahr 337 v. Chr. Konsul. Damit war er der erste seines Geschlechts, der das höchste Staatsamt erreichte, ein sogenannter homo novus.
Laut der vom römischen Historiker Titus Livius überlieferten Tradition fiel Aelius der Krieg gegen das Volk der Sidiciner zu. Im Jahr 321 ernannte ihn der Diktator comitiis habendis Quintus Fabius Ambustus zum Magister equitum. Kurz darauf wurde die Wahl von Fabius Ambustus zum Diktator vom Senat für ungültig erklärt. Die Verabschiedung der Lex Ogulnia ermöglichte Publius Aelius Paetus, im Jahr 300 v. Chr. zu den ersten fünf Auguren aus der Plebs (augures de plebe) gewählt zu werden.